# José Ángel López Jorrin
José Ángel López Jorrin (Madrid, 1 de abril de 1948) es un antiguo diplomático español.

## Carrera diplomática
Licenciado en Derecho, ingresó en 1974 en la carrera diplomática. Estuvo destinado en las representaciones diplomáticas españolas en Perú, Venezuela y Países Bajos. Fue subdirector general de Servicio Exterior y de Europa Occidental. En 1997 fue nombrado embajador de España en Bosnia y Herzegovina, y, posteriormente, embajador de España en Bulgaria. Fue vocal asesor en la Dirección General de Política Exterior para Europa y América del Norte, y en 2006 pasó a ocupar el puesto de embajador en misión especial encargado para la Coordinación de la Presidencia Española de la OSCE en 2007. En 2008, fue nombrado embajador de España en Eslovaquia. Desde julio de 2012 fue director de la Oficina del Alto Comisionado del Gobierno para la Marca España. En octubre de 2014 fue nombrado embajador de España en la República de Hungría. 